# Суперкубок НДР з футболу
Суперку́бок НДР з футбо́лу — колишній одноматчевий турнір, у якому грали володар кубка НДР та чемпіон попереднього сезону.

## Історія
Спочатку планувалося, що турнір розпочнуть у 1988 році, але його перенесли, оскільки Динамо (Берлін) у тому сезоні зробив золотий дубль. У підсумку перший  розіграш турніру відбувся у 1989 році. 
У 1990 році після возз'єднання Німеччини турнір був скасований і продовжився розіграшем Суперкубком об'єднаної Німеччини.

## Матчі
- 1989: Динамо (Берлін) 4:1 Динамо (Дрезден)